# Mark Hughes (Fußballspieler, 1986)
Mark Anthony Hughes (* 9. Dezember 1986 in Kirkby, Merseyside) ist ein englischer ehemaliger Fußballspieler.

## Karriere
Hughes spielte bereits mit sieben Jahren im Jugendbereich des FC Everton und durchlief sämtliche Nachwuchsteams des Klubs. In der Saison 2003/04 kam er erstmals im Reserveteam zum Einsatz, dessen Kapitän er in der Folgezeit wurde. Im Dezember 2004 mit einem Profivertrag ausgestattet, sammelte Hughes im Februar 2006 während einer einmonatigen Leihe bei Stockport County in der Football League Two erste Profierfahrung. Im Sommer 2006 verlängerte er seinen Vertrag bei Everton um ein weiteres Jahr und debütierte schließlich im Zweitrundenspiel des League Cups gegen Peterborough United. Einem weiteren Einsatz im Ligapokal folgte am 3. Dezember 2006 mit seinem Premier-League-Debüt gegen West Ham United sein dritter und letzter Pflichtspieleinsatz für Everton. Im Januar 2007 wechselte er zu Northampton Town in die Football League One.
Dort spielte er als Nachfolger für den zu Nottingham Forest gewechselten Luke Chambers in der Innenverteidigung und trug bereits in seinem ersten Halbjahr bei Northampton zeitweise die Kapitänsbinde. Defizite in puncto Schnelligkeit und Ausdauer machte der kopfballstarke Führungsspieler mit seinem Spielverständnis und organisatorischem Geschick wett. In den folgenden beiden Spielzeiten fungierte Hughes als Vizekapitän; während nach einem 9. Platz in der Saison 2007/08 am letzten Spieltag der folgenden Saison der Absturz auf einen Abstiegsplatz folgte. Nach dem Abstieg entschied er sich gegen eine Vertragsverlängerung und dem damit verbundenen Gang in die Viertklassigkeit und wechselte im Sommer 2009 als erster Neuzugang zum Drittligisten FC Walsall.
Bei Walsall wurde er, obwohl erst 22 Jahre alt, von Trainer Chris Hutchings zum Mannschaftskapitän ernannt. In der Hinrunde weitestgehend Stammspieler, verlor er nach einer Verletzung im Januar seinen Platz im Team und kam auch nach seiner Genesung zunächst nicht wieder zum Einsatz, obwohl mit Jamie Vincent ein Linksverteidiger in der Innenverteidigung aushelfen musste. Nachdem er in der Saisonpause bereits ein neues Vertragsangebot von Walsall angenommen hatte, erhielt er überraschend eine Anfrage vom australischen Klub North Queensland Fury und einigte sich daraufhin mit Walsall auf eine Auflösung seines Vertrages. Den Wechsel in die A-League zu Fury, die nach Finanzproblemen in der Saisonpause einen Großteil des Kaders neu zusammenstellen mussten, bezeichnete Hughes als „einmalige Gelegenheit“.
Bei North Queensland war Hughes absoluter Leistungsträger, startete alle 30 Ligapartien, war mit vier Toren mannschaftsintern hinter David Williams zweitbester Torschütze und erhielt am Saisonende die Vereinauszeichnungen als bester Spieler in der Hauptwahl („Player of the Year“), Spielerwahl („Players’ Player“) und Fanwahl („People’s Choice Award“). Fury wurde am Saisonende wegen finanzieller Probleme durch den australischen Fußballverband die Lizenz entzogen und Hughes entschied sich trotz Angeboten aus der A-League zu einer Rückkehr nach England und heuerte beim Drittligaaufsteiger FC Bury an.
Nach zwei Jahren verließ er Bury und schloss sich zur Saison 2013/14 dem Viertligisten FC Morecambe an. Zwei Spielzeiten blieb er dort, bevor er nach einer kurzen Zeit beim FC Stevenage fünf Jahre für Accrington Stanley (für die er bereits kurz durch eine Leihe 2013 spielte) in fast 250 Pflichtspielen zum Einsatz kam. Nach einem kurzen Engagement für die Bristol Rovers beendete er Anfang 2022 seine Karriere.